# Rosaster
Rosaster is een geslacht van zeesterren uit de familie Goniasteridae.				

## Soorten
- Rosaster alexandri (Perrier, 1881)
- Rosaster attenuatus Liao, 1984
- Rosaster bipunctus (Sladen, 1889)
- Rosaster cassidatus Macan, 1938
- Rosaster confinis (Koehler, 1910)
- Rosaster endilius McKnight, 1975
- Rosaster florifer (Alcock, 1893)
- Rosaster mamillatus Fisher, 1913
- Rosaster mimicus Fisher, 1913
- Rosaster nannus Fisher, 1913
- Rosaster symbolicus (Sladen, 1889)